# Cobaea triflora
Cobaea triflora là một loài thực vật có hoa trong họ Polemoniaceae. Loài này được Donn.Sm. mô tả khoa học đầu tiên năm 1888.